# Claude Audran III

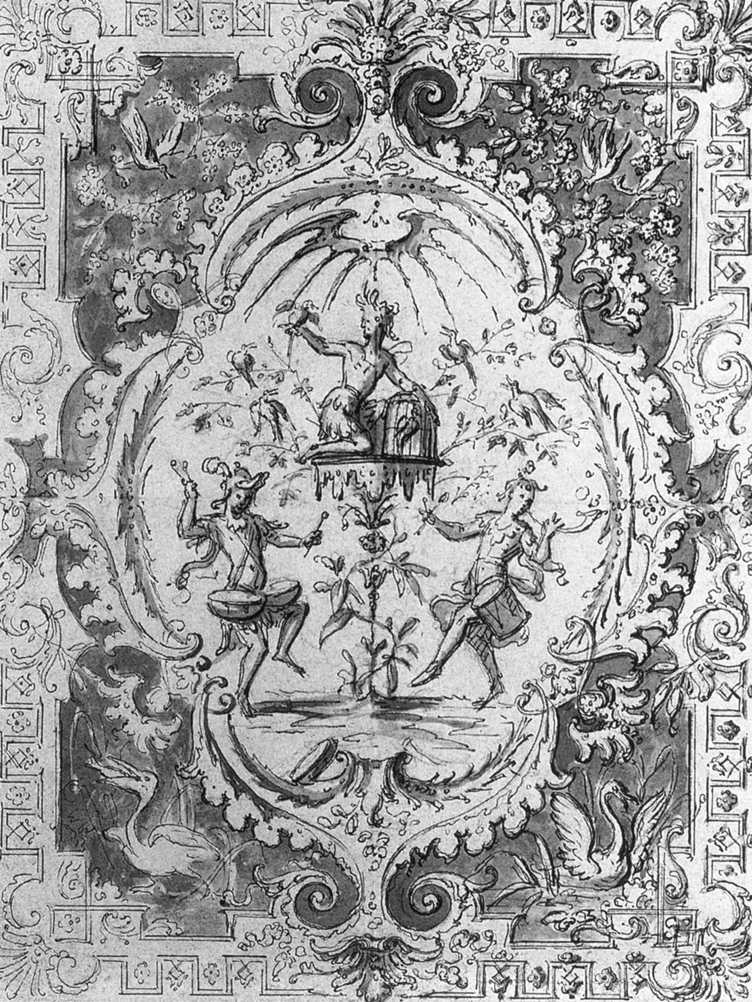
Arabeska

Claude Audran (ur. 1657 w Lyonie, zm. 1734 w Paryżu) – francuski malarz i dekorator. 

## Życiorys
Tytuł mistrza uzyskał w 1692 w Paryżu, w 1696 został zatrudniony przy dworze królewskim. Należał do pracowni Jules'a Hardouin-Mansarta. Tworzył panneaux dekoracyjne oraz tapiserie, we współpracy z manufakturą Gobelins (np. wspaniałe Les Portières des Dieux oraz Tenture des douze mois). Był malarzem królewskim oraz konserwatorem Pałacu Luksemburskiego w Paryżu, gdzie wprowadził Antoine Watteau. Syn Ludwika XIV, Wielki Delfin (Monseigneur), powierzył mu dekoracje plafonów wielkiego apartamentu w Château de Meudon (niezachowane). Propagował arabeski wprowadzone przez Jeana Béraina, jednak w subtelniejszym stylu, zdobione amorkami, małpkami, Indianami i delfinami. Styl Audrana szybko wykracza poza granice Francji. Dzięki pokrewieństwu Wielkiego Delfina z Józefem Klemensem Bawarskim, Audran zrealizował dekorację w Buen Retiro w Bonn, podobną do dekoracji z Meudon, co przyczyniło się do rozpowszechnienia nowego stylu w Niemczech. W 1709 zaprojektował witraże do kaplicy w Wersalu.

## Dzieła
- co najmniej cztery plafony wielkiego apartamentu w Château de Meudon.
- plafon w westybulu Pavillon Vendôme, w Clichy.
- plafon przechowywany w muzeum sztuk dekoracyjnych w Paryżu

## Uczniowie i kontynuatorzy
- Jean Antoine Watteau